# Gliwickie Spadochronowe Zawody w Celności Lądowania 2020
Gliwickie Spadochronowe Zawody w Celności Lądowania 2020 – odbyły się 12 września 2020 na lotnisku Gliwice. Gospodarzem zawodów był Aeroklub Gliwickii, a organizatorem Sekcja Spadochronowa Aeroklubu Gliwickiego. Do dyspozycji skoczków był samolot An-2TD SP-AOB. Skoki wykonywano z wysokości 1000 m i opóźnieniem 0-5 sekund.

## Rozegrane kategorie
Zawody rozegrano w dwóch kategoriach celności lądowania:
- Indywidualnie
  - Spadochronów szybkich – 4 kolejki skoków
  - Spadochronów szkolnych – 4 kolejki skoków.

## Kierownictwo zawodów
- Sędzia Główny: Jan Isielenis
- Sędzia Mariusz Bieniek
- Kierownik Sportowy: Jan Isielenis.

Źródło:.

## Medaliści
| Konkurencja                         | Złoto            | Srebro       | Brąz            |
| Spadochrony szybkie – indywidualnie | Wojciech Kielar  | Marcin Mucha | Tymoteusz Tabor |
| Spadochrony szkolne – indywidualnie | Krzysztof Wojtuń | Rafał Snopek | Marcin Bogacz   |

Źródło

## Wyniki
Wyniki Gliwickich Spadochronowych Zawodów w Celności Lądowania 2020 podano za:Jan Isielenis, Wyniki Gliwickich Spadochronowych Zawodów w Celności Lądowania 2020, s. 1–2.
W zawodach brało udział 14 zawodników  Polska.

### Klasyfikacja indywidualna (celność lądowania – spadochronyszybkie)

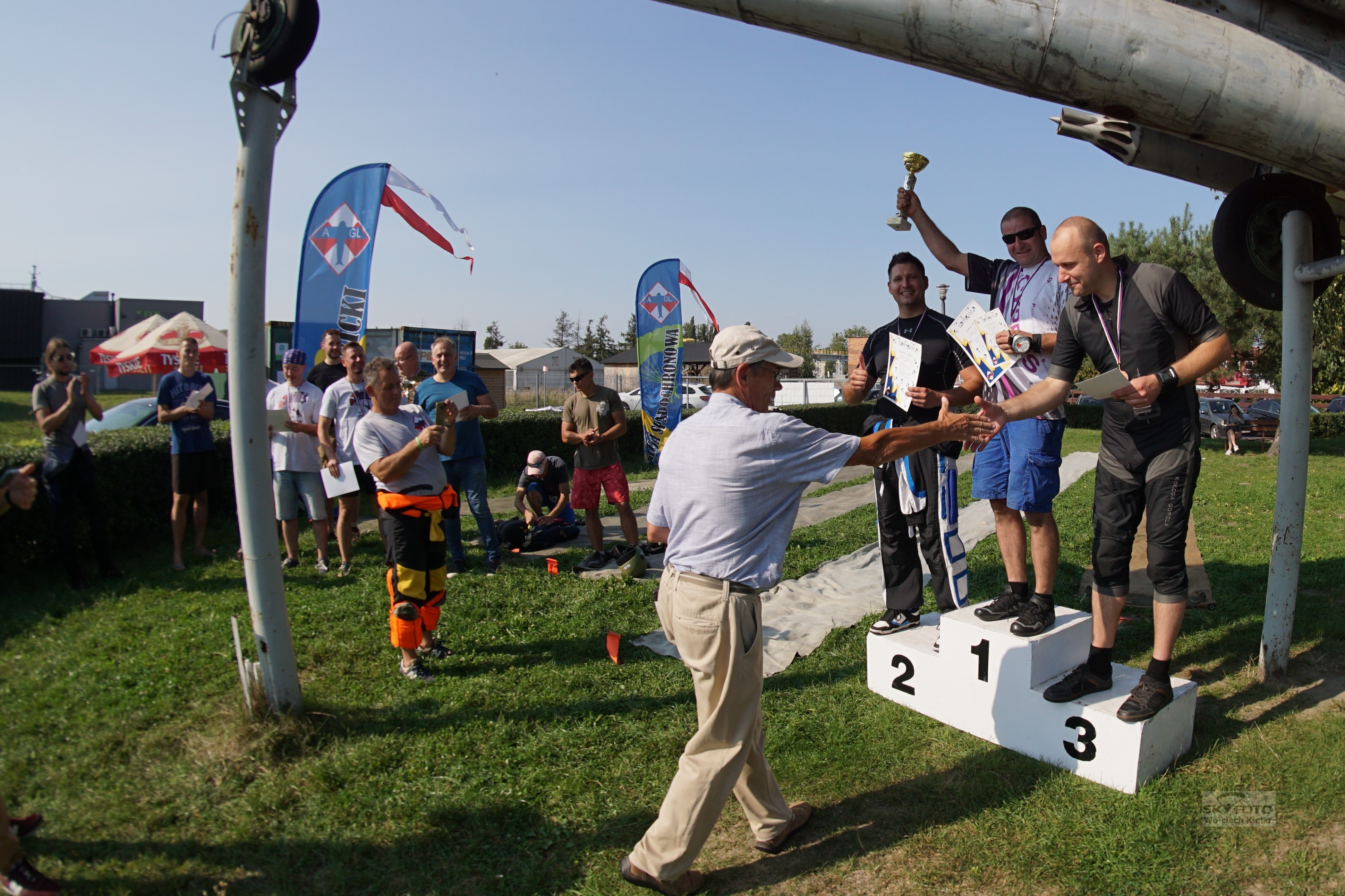
Zwycięzcy w kategorii – spadochrony szybkie (wrzesień 2020)

| Miejsce | Imię i nazwisko     | I skok | II skok | III skok | IV skok | Razem punktów |     |
| ------- | ------------------- | ------ | ------- | -------- | ------- | ------------- | --- |
| 1.      | Wojciech Kielar     | 6,6    | 0,1     | 2,5      | 0,0     | 0,0           | 0,1 |
| 2.      | Marcin Mucha        | 0,9    | 2,1     | 0,0      | 1,6     | 0,0           | 0,9 |
| 3.      | Tymoteusz Tabor     | 1,8    | 5,5     | 0,0      | 1,0     | 0,0           | 1,0 |
| 4.      | Rafał Duda          | 6,2    | 4,3     | 2,7      | 2,1     | 15,3          |     |
| 5.      | Jacek Huszcza       | 2,0    | 3,9     | 10,0     | 1,0     | 16,9          |     |
| 6.      | Mirosław Zakrzewski | 10,0   | 5,0     | 3,7      | 5,8     | 24,5          |     |
| 7.      | Michał Migała       | 10,0   | 1,0     | 10,0     | 6,8     | 27,8          |     |
| 8.      | Jakub Kulawik       | 10,0   | 3,3     | 10,0     | 10,0    | 33,3          |     |
| 9.      | Ziemowit Nowak      | 10,0   | 7,2     | 10,0     | 10,0    | 37,2          |     |
| 9.      | Kamil Więcławik     | 10,0   | 10,0    | 10,0     | 7,2     | 37,2          |     |
| 11.     | Franciszek Kulanek  | 10,0   | 10,0    | 10,0     | 10,0    | 40,0          |     |

### Klasyfikacja indywidualna (celność lądowania – spadochronyszkolne)
| Miejsce | Imię i nazwisko  | I skok | II skok | III skok | IV skok | Razem punktów |
| ------- | ---------------- | ------ | ------- | -------- | ------- | ------------- |
| 1.      | Krzysztof Wojtuń | 13,0   | 19,0    | 13,0     | 50,0    | 95,0          |
| 2.      | Rafał Snopek     | 50,0   | 50,0    | 35,0     | 50,0    | 185,0         |
| 3.      | Marcin Bogacz    | 50,0   | 50,0    | 50,0     | 50,0    | 200,0         |

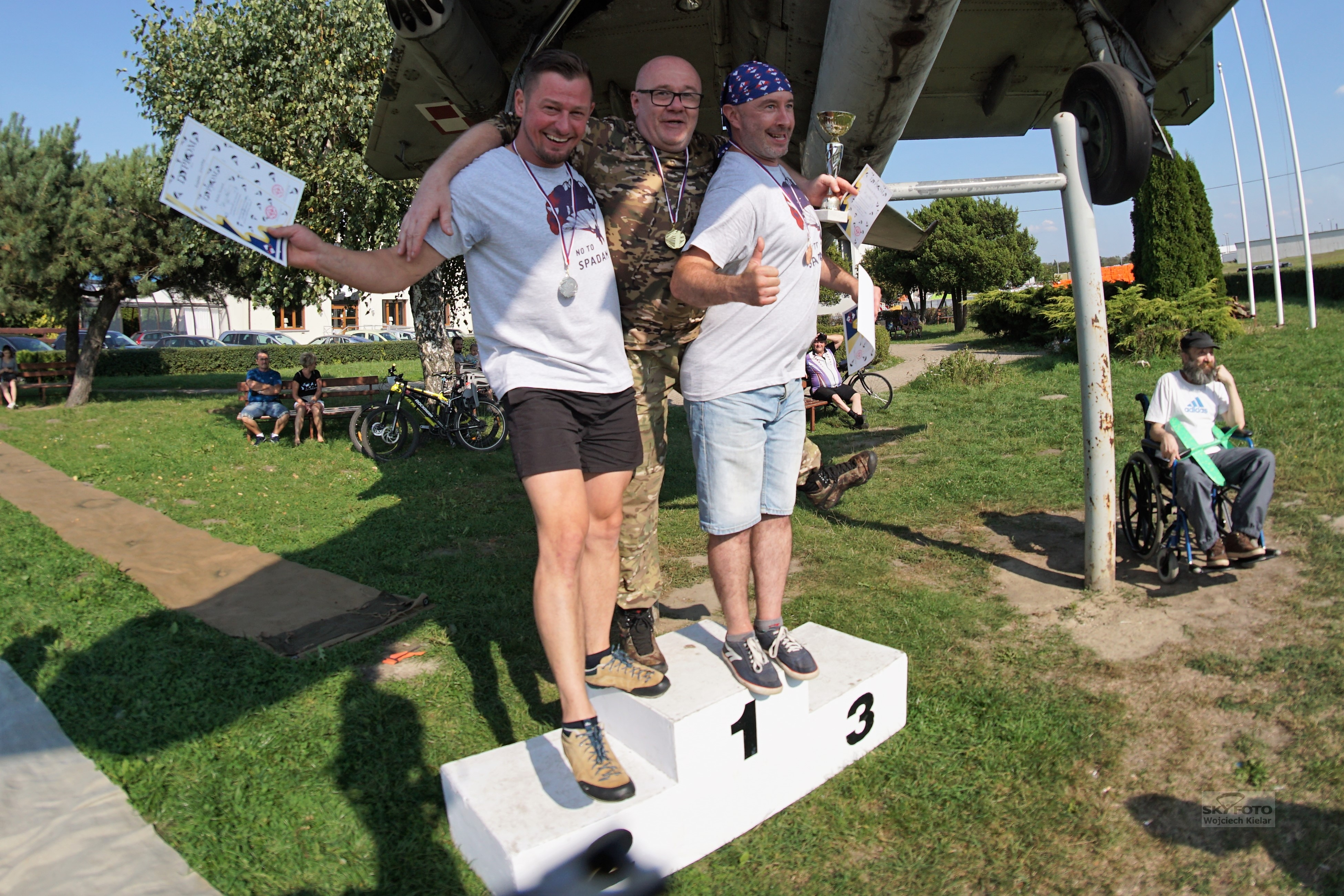
Zwycięzcy w kategorii – spadochrony szkolne (wrzesień 2020)

Gliwickie Spadochronowe Zawody w Celności Lądowania 2020
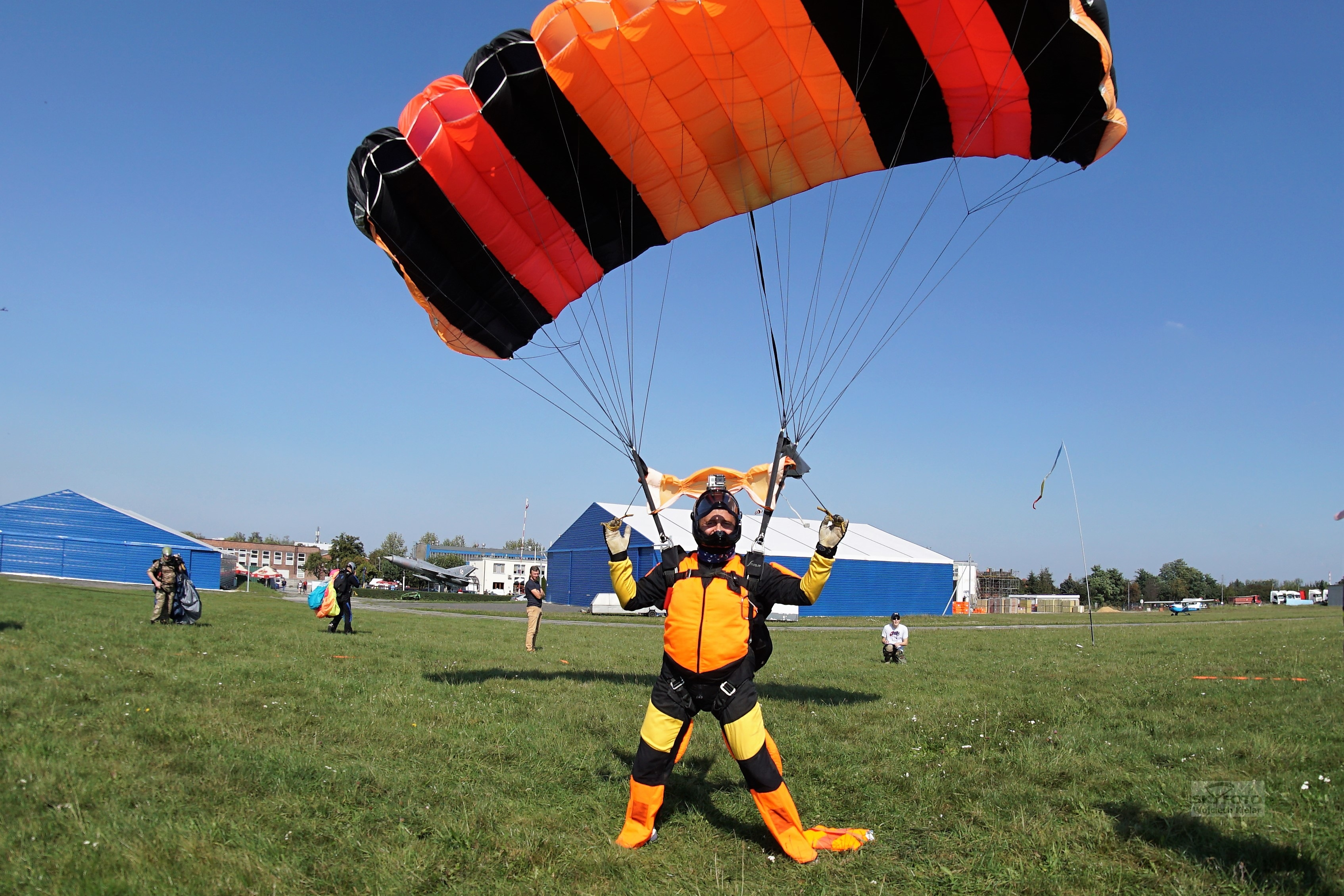
Mirosław Zakrzewski – spadochrony szybkie
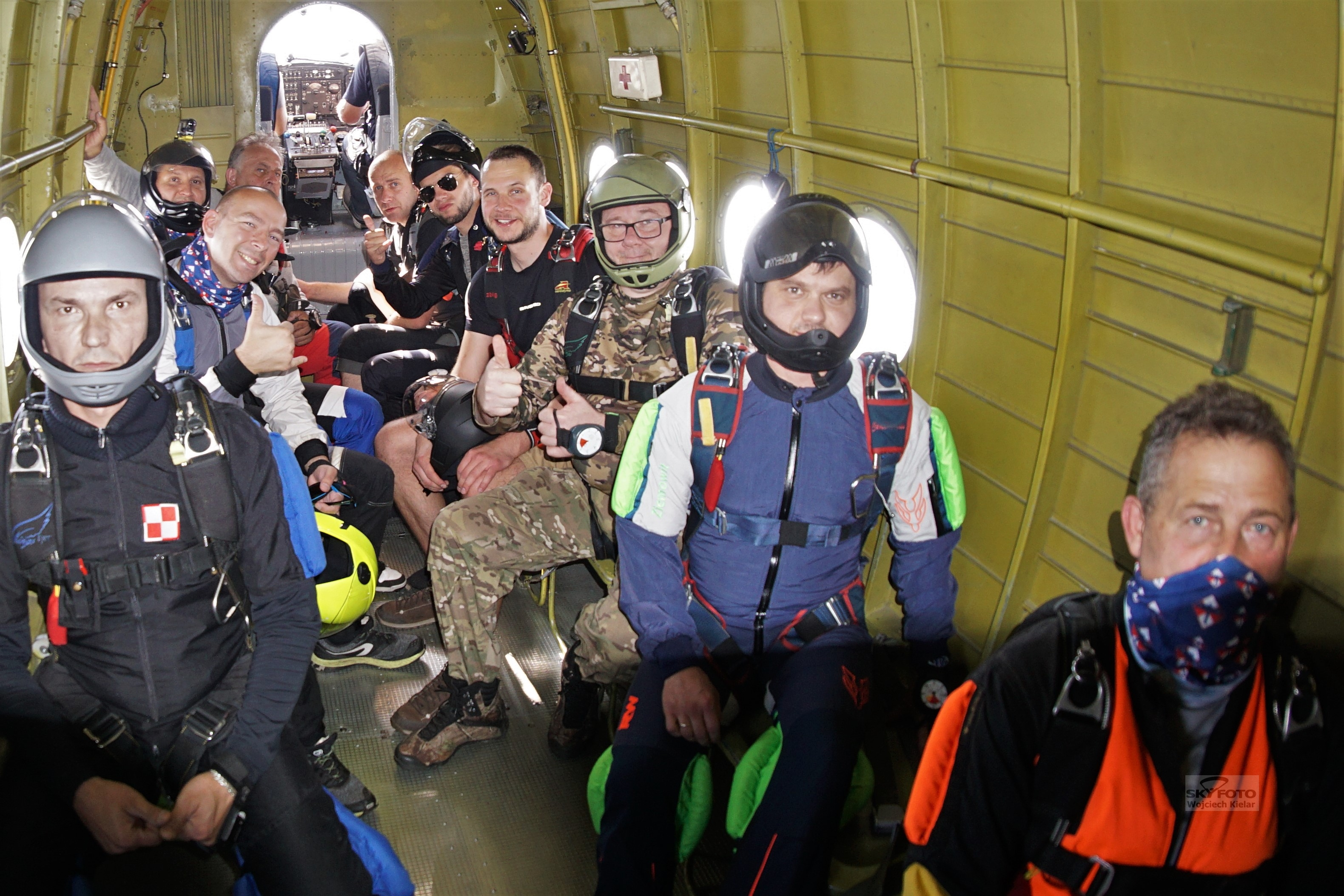
W An-2TD SP-AOB od prawej: Mirosław Zakrzewski, Ziemowit Nowak, Krzysztof Wojtuń, Franciszek Kulanek, Michał Migała, Marcin Mucha, Jacek Huszcza, Tymoteusz Tabor, Jakub Kulawik i Rafał Duda
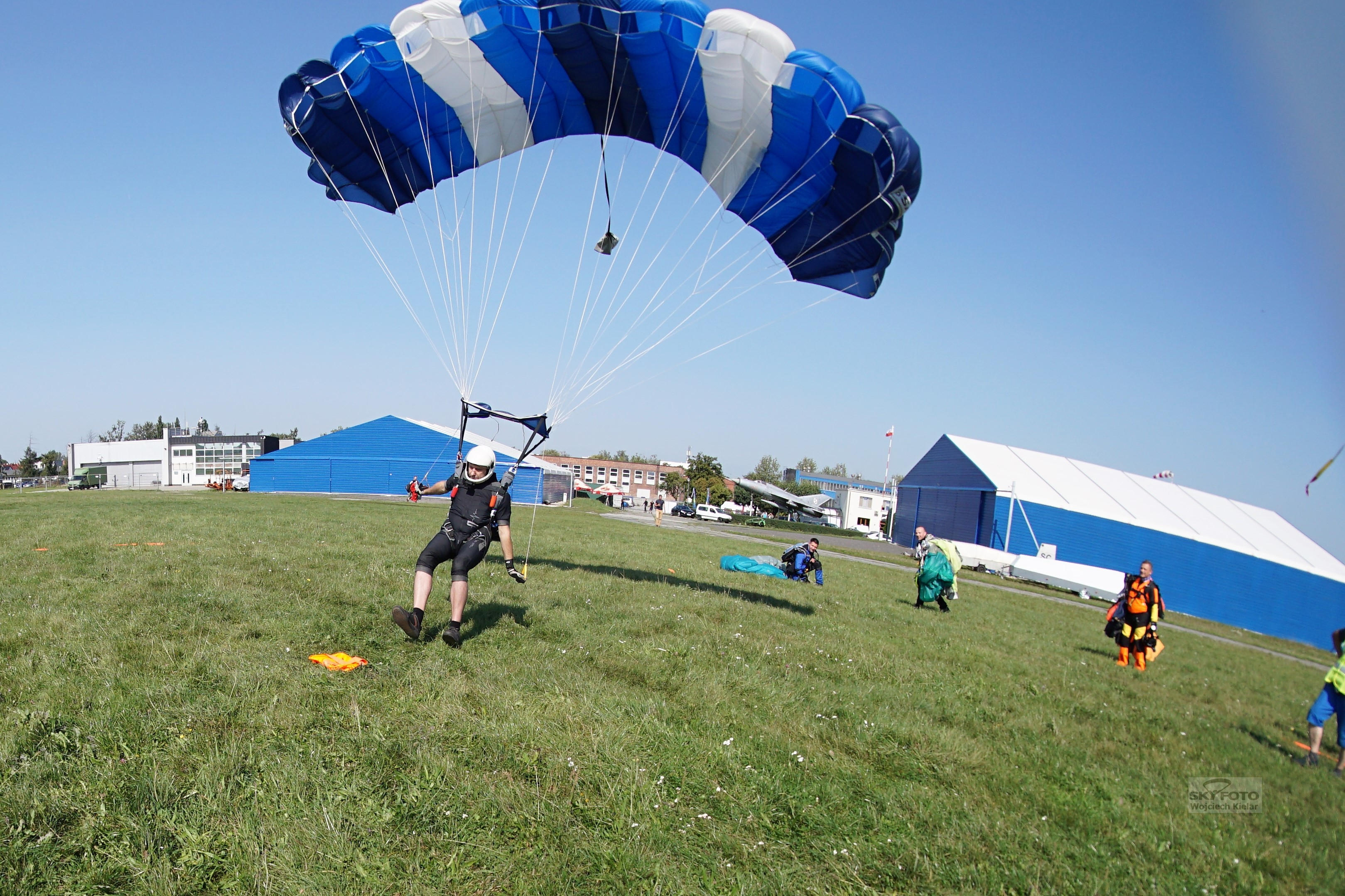
Marcin Mucha – spadochrony szybkie